# Princesse Clémentine (schip, 1897)
De Belgische raderpakketboot "Princesse Clémentine" werd in 1897 gebouwd door de Cockerill Yards te Hoboken, Antwerpen met bouwnummer 352. Het schip was 107,36 m lang en 11,59 m breed. Het was het laatste passagiersschip van de Oostende-Doverlijn met schoepraderen als aandrijving.
De pakketboot ontwikkelde een snelheid van 22,2 knopen. In 1897 bedroeg de bouwprijs toen 2.070.000 Bfr. De "Princess Clémentine" kon 700 passagiers vervoeren, verdeeld over drie zeer comfortabele dekken.
Aan boord van dit vaartuig werkte het eerste zendstation, een faciliteit die internationale belangstelling wekte. Men had immers een voortdurende verbinding met het vasteland.
Tijdens de Eerste Wereldoorlog trad ze in marinedienst voor de geallieerden net als haar rederijzusterschepen, en voer ze langs verscheidene Britse havens, omdat ze ook zo snel ter plaatse was. Haar taak was troepen en bevoorrading naar het vasteland over te brengen. 
Ze was eveneens getooid met de blauw-wit-grijs-zwarte-camouflagekleurenbanden langs haar flanken en bovenbouw.
Ze werd als schroot verkocht in 1928.